# Manoir de Balangeard
Le manoir de Balangeard (ou manoir de la Rivière) est un manoir de la commune de Ruffiac, dans le Morbihan.

## Localisation
Le manoir est situé au sein du hameau de La Rivière,, à environ 2,4 km à vol d'oiseau à l'est du centre-bourg de Saint-Laurent-sur-Oust et environ 2,7 km au sud du centre-bourg de Ruffiac.

## Histoire
Le manoir est daté de 1634,, d'après l'année portée sur le linteau de la porte d'entrée.
La seigneurie de Balangeard a successivement appartenu aux familles Agaisse (XVe et XVIe siècles), La Chesnaye et Noblet.
Les façades et toitures du manoir sont inscrites au titre des monuments historiques par arrêté du 2 mars 1990.

## Architecture
Le manoir est construit au fond d'une cour que délimitent, à l'est et à l'ouest, les dépendances. On y accède au sud via un portail dont les montants sont deux piliers surmontées de statues, datées de 1625, passant pour être les maîtres de la demeure de l'époque : Alain Chesnaye, avocat au Parlement de Bretagne, et son épouse Françoise Bressel.
Le corps de logis est construit sur trois niveaux, à deux pièces par étage. Un tour d'escalier extérieure permet l'accès aux niveaux supérieurs. Un appentis, datant probablement du XIXe siècle, est accolé au logis au nord-est.